# Biến động Miền Trung
Biến động Miền Trung là một biến động chính trị rộng lớn bùng nổ ở cả Sài Gòn và các tỉnh miền Trung Việt Nam vào năm 1966. Biến động miền Trung đã thúc đẩy tiến trình dân chủ hóa Việt Nam Cộng hòa, nhưng lại làm suy yếu Giáo hội Phật giáo Việt Nam Thống nhất và làm suy yếu tiềm lực chiến đấu của Quân lực Việt Nam Cộng hòa.

## Nguyên nhân
Nguyên nhân sâu xa của Biến động Miền Trung là sự bất mãn của quần chúng nhân dân với việc các tướng lãnh tự do tranh giành quyền hành, liên tiếp gây nhiều binh biến, khiến cho tình hình Việt Nam Cộng hòa không ngừng bị xáo trộn; quần chúng nhân dân đòi hỏi dân chủ hóa đất nước, thiết lập Quốc hội Lập hiến, trở lại Chính phủ Dân sự. Nguyên nhân trực tiếp dẫn đến Biến động Miền Trung là vụ cách chức Trung tướng Nguyễn Chánh Thi, Tư lệnh Quân đoàn I và Vùng I Chiến thuật, người công khai chỉ trích Nguyễn Văn Thiệu (Quốc trưởng) và Nguyễn Cao Kỳ (Thủ tướng), những việc mà ông cho là bất công, tham nhũng.

## Diễn biến

### Phát khởi
Ngày 11 tháng 3 năm 1966, Đài phát thanh Sài Gòn thông báo quyết định của Hội đồng Quân lực cho Trung tướng Nguyễn Chánh Thi nghỉ phép và ra nước ngoài chữa bệnh. Hiểu là ông bị cách chức, dân chúng Vùng I Chiến thuật bắt đầu tổ chức các cuộc biểu tình tại Đà Nẵng, nơi Quân đoàn I đóng bản doanh, hôm sau cuộc biểu tình lan ra Huế. Đại đa số thành phần tham gia là Phật tử. Cuộc biểu tình ngày càng trở nên dữ dội. Những người biểu tình, tổ chức tổng đình công, chiếm đài Phát thanh ở Huế cũng như Đà Nẵng.

### Chính phủ điều đình
Trong khi biểu tình tiếp diễn, Chính phủ tìm cách thương thuyết. Ngày 16 tháng 3, Chính phủ đưa Trung tướng Nguyễn Chánh Thi ra Đà Nẵng để làm yên lòng dân. Sự hiện diện ông làm cho tình hình êm dịu bớt. Ngày 17 tháng 3 năm 1966, tại Sài Gòn đại sứ Hoa Kỳ tại Việt Nam Cộng Hòa, Cabot Lodge gặp Thượng tọa Thích Trí Quang, các tướng Nguyễn Văn Thiệu, Nguyễn Cao Kỳ gặp Thượng tọa Thích Tâm Châu. Kết quả là ngày 19 tháng 3 năm 1966, Viện Hóa đạo Giáo hội Phật giáo Việt Nam Thống nhất tuyên bố không chống đối Chính phủ mà chỉ đòi hỏi bầu cử và thành lập Chính phủ Dân sự. Tuy nhiên, các cuộc biểu tình vẫn tiếp diễn và trở nên hỗn loạn. Ngày 3 tháng 4 năm 1966, Thiếu tướng Nguyễn Cao Kỳ, chủ tịch Ủy ban Hành pháp Trung ương tuyên bố là Cộng sản đã xâm nhập vào các phong trào tranh đấu ở miền Trung và sẽ dùng vũ lực để tái lập an ninh. Lời tuyên bố này làm cho cuộc đấu tranh bùng lên mạnh mẽ.
Ngày 5 tháng 4 năm 1966, Thủ tướng Nguyễn Cao Kỳ đem theo hàng ngàn binh sĩ ra Đà Nẵng bằng cầu không vận Mỹ, nhưng bị binh lính địa phương ngăn chặn, không cho ra khỏi sân bay. Ngày 8 tháng 4 năm 1966, Chính phủ gửi tiếp hai Tiểu đoàn Thủy quân lục chiến ra Đà Nẵng nhưng Bộ Ngoại giao Mỹ phản đối và yêu cầu Chính phủ giải quyết tranh chấp bằng thương lượng. Để nhượng bộ kín đáo những yêu sách của phe đấu tranh nhằm dân chủ hóa đất nước, mà Chính quyền không bị mất thể diện, ngày 14 tháng 4 năm 1966, Trung tướng Nguyễn Văn Thiệu công bố sắc luật số 14/66, tổ chức bầu cử Quốc hội Lập hiến. Quốc hội Lập hiến có nhiệm vụ soạn thảo và biểu quyết Hiến pháp Việt Nam Cộng hòa. Do sự nhượng bộ này, phía Phật giáo tuyên bố tạm ngưng đấu tranh. Ngày 17 tháng 4 năm 1966, Thượng tọa Thích Trí Quang từ Sài Gòn ra Huế để dàn xếp và kêu gọi ngưng biểu tình.

### Chính phủ cương quyết, tái lập an ninh
Đầu tháng 5 năm 1966, Thủ tướng Nguyễn Cao Kỳ tuyên bố sẽ hoãn bầu cử Quốc hội và Chính phủ Quân nhân sẽ cầm quyền thêm một năm nữa. Lập tức các cuộc biểu tình phản đối lại rộ khắp miền Trung, những người biểu tinh tái chiếm đài phát thanh và các công sở khác. Ngày 14 tháng 5 năm 1966, sau khi đạt được sự thỏa thuận ngầm với Hoa Kỳ, chính phủ đưa 40 chiến xa và thiết vận xa ra Đà Nẵng bằng tàu vận tải Mỹ. Ngày 15 tháng 5, năm Tiểu đoàn Nhảy dù tái chiếm Đài phát thanh Đà Nẵng. Trong trận này, số người chết lên đến khoảng 150 người và số người bị thương lên khoảng 700 người. Trung tướng Tôn Thất Đính (phe biểu tình) chạy ra Huế. Ngày 16 tháng 5 năm 1966, Thiếu tướng Huỳnh Văn Cao được cử ra Đà Nẵng làm Tư lệnh Quân đoàn I, tại phi trường Phú Bài (Huế), Huỳnh Văn Cao bị Thiếu úy Nguyễn Đại Thức mưu sát, cuộc mưu sát không thành Nguyễn Đại Thức bị bắn chết. Sau biến cố này Chính phủ cử Trung tướng Cao Văn Viên ra Vùng I Chiến thuật, chỉ huy việc tái kiểm soát Đà Nẵng và Huế. Ngày 23 tháng 5, nhóm ly khai tại chùa Tỉnh hội Phật giáo Đà Nẵng buông súng. Thị trưởng Nguyễn Văn Mẫn bị bắt. Trung đoàn 51 Bộ binh bị chặn lại ở phía nam Đà Nẵng, chỉ huy Trung đoàn Đại tá Đàm Quang Yêu bị bắt. Ngày 31 tháng 5 năm 1966, một phái đoàn gồm 6 lãnh tụ Phật giáo do thượng tọa Thích Tâm Châu dẫn đầu, hội đàm với 6 tướng lãnh trong Ủy ban Lãnh đạo Quốc gia với kết quả đạt được là Ủy ban hứa sẽ tổ chức bầu cử Quốc hội vào tháng 9 năm 1966 và mở rộng Ủy ban Lãnh đạo Quốc gia thêm 10 chính khách dân sự.

### Bàn thờ Phật xuống đường
Ngày 26 tháng 5 năm 1966, tại Huế diễn ra tang lễ Thiếu úy Nguyễn Đại Thức, người mưu sát không thành Thiếu tướng Huỳnh Văn Cao. Đoàn biểu tình đốt Phòng Thông tin và Thư viện Hoa Kỳ tại Huế. Nữ sinh Nguyễn Thị Vân, 17 tuổi, học trường Bồ Đề, tự thiêu ngày 31/5/1966 tại Huế. Ngày 1 tháng 6 năm 1966, những người biểu tình đập phá Tòa lãnh sự Mỹ tại Huế một lần nữa. Ngày 6 tháng 6 năm 1966, trước trấn áp của lực lượng chính phủ, Thượng tọa Thích Trí Quang yêu cầu đồng bào đưa bàn thờ Phật xuống đường để ngăn chặn lối đi của quân chính phủ. Ngày 16 tháng 6 năm 1966, đích thân Đại tá Nguyễn Ngọc Loan, Giám đốc An ninh Quân đội kiêm Tổng Giám đốc Cảnh sát Quốc gia, chỉ huy quân Nhảy dù và Cảnh sát Dã chiến, khiêng bàn thờ trả lại dân chúng và nhà chùa, khai thông đường đi, bắt 190 quân nhân phe ly khai, 109 công chức, 35 nhân viên cảnh sát. Ngày 21 háng 6 năm 1966, Thượng tọa Thích Trí Quang được đưa vào Sài Gòn, phong trào tranh đấu nhanh chóng tan rã, Biến động miền Trung xem như chấm dứt.

### Hậu quả
Biến động miền Trung làm chia rẽ các lãnh tụ Phật giáo giữa phe ôn hòa do Thích Tâm Châu làm đại diện và phe quá khích của Thích Trí Quang; làm suy giảm tiềm lực khối Phật giáo.
Hậu quả nặng nề nhất của Biến động miền Trung là Chính phủ Việt Nam Cộng hòa phải dồn sức để ổn định xã hội ở thành phố, khiến nỗ lực chống lại Mặt trận Dân tộc Giải phóng miền Nam Việt Nam suy yếu. Quân nhân, nhất là quân nhân Phật tử ngoài tiền tuyến, không an tâm chiến đấu vì hậu phương xáo trộn.